# ابی هانتسمن
ابی هانتسمن (انگلیسی: Abby Huntsman؛ زادهٔ ۱ مهٔ ۱۹۸۶) چهره، روزنامه‌نگار و مجری تلویزیونی اهل ایالات متحده آمریکا است. او فرزند جان هانتسمن جونیور و نوه جان هانتسمن سینیر است. هانتسمن با شبکه‌هایی چون ای‌بی‌سی و فاکس نیوز همکاری داشته و مجری برنامه‌های فاکس اند فرندز و ویو بوده‌است.